# Elinstallationsrapport
En elinstallationsrapport er en rapport, der skal kortlægge, om en ejendoms elinstallationer er funktionsdygtige og lovlige i henhold til offentligretlige forskrifter på udførelsestidspunktet. Elinstallationsrapporter er en del af Huseftersynsordningen og udarbejdes derfor i forbindelse med overdragelse af ejendom mellem sælger og køber.
Foruden elinstallationsrapport er tilstandsrapport og ejerskifteforsikring lovfæstet i § 2 i lov om forbrugerbeskyttelse ved erhvervelse af fast ejendom m.v.

## Kritik
Elinstallationsrapporter er blevet kritiseret af Forsikring og Pension, da uddannelseskravene til de personer, der udfører eftersynene er mangelfulde.

## Ekstern henvisning
køb på lex.dk